# Partido del Movimiento Popular
El Partido del Movimiento Popular (en rumano: Partidul Mișcarea Populară, PMP) es un partido político de Rumania. Fue creado como una fundación política de marzo de 2013 por los partidarios del presidente Traian Băsescu, tras su ruptura con la dirección del Partido Demócrata Liberal alrededor del expresidente del Senado, Vasile Blaga. Se transformó en un partido político, en julio de 2013 y relanzado el 29 de enero de 2014.

## Historia
El PMP se identifica como demócrata cristiano y liberal. su Presidenta es desde junio de 2014 es el ex ministro de desarrollo regional y turismo Elena Udrea. Otros miembros notables son el exministro de cultura Theodor Paleologu, el exministro de Relaciones Exteriores, Teodor Baconschi, el exministro de Educación Daniel Funeriu, el miembro del Parlamento Europeo (MEP) Cristian Preda y la hija de Băsescu y eurodiputada Elena Băsescu.
En mayo de 2014, el exministro de Relaciones Exteriores y jefe de la administración presidencial, Cristian Diaconescu se unió al PMP iba a ser el candidato del partido a las elecciones presidenciales de noviembre de 2014, que al final fue ocupado por Udrea. En las elecciones al Parlamento Europeo,obtuvo el 6,2% de los votos y dos de 32 escaños. Sus diputados al Parlamento Europeo se unieron al grupo cristiano democrático del Partido Popular Europeo. El 12 de septiembre de 2014, el PMP fue admitido como miembro pleno al Partido Popular Europeo. En abril de 2014, PMP presentó una petición contra los impuestos especiales al combustible presentada. Un control por parte del organismo de control del gobierno de las listas de firmas ha generado un escándalo mediático. De las 300,000 firmas, más de 200,000 no pudieron ser identificadas ya sea porque contenían datos falsos o porque pertenecían a personas fallecidas.